# Station Clermont-La Rotonde
Station Clermont-La Rotonde is een spoorwegstation in de Franse gemeente Clermont-Ferrand.